# Turba (plaats)
Turba is een plaats in de Estlandse gemeente Saue vald, provincie Harjumaa. De plaats heeft de status van groter dorp of vlek (Estisch: alevik).
De plaats lag tot in oktober 2017 in de gemeente Nissi. In die maand ging de gemeente op in de gemeente Saue vald.

## Bevolking
De ontwikkeling van het aantal inwoners blijkt uit het volgende staatje:
| Jaar            | 2000 | 2011 | 2017 | 2019 | 2021 |
| --------------- | ---- | ---- | ---- | ---- | ---- |
| Aantal inwoners | 1162 | 927  | 972  | 964  | 997  |

## Ligging
Turba ligt aan de Põhimaantee 9, de hoofdweg van Ääsmäe via Haapsalu naar Rohuküla. De weg vormt de noordwestgrens van de plaats.
De plaats herbergt het Eesti Mootorispordi Muuseum (MOMU), een museum gewijd aan de geschiedenis van de raceauto en de raceboot.

## Geschiedenis
Turba ontstond in het begin van de 20e eeuw rond de halte Sooniste aan de spoorlijn Keila - Haapsalu. In 1917 begon in het veengebied rond Turba de winning van turf en in 1923 werd een elektriciteitscentrale gebouwd die met turf gestookt werd. Door de vestiging van arbeiders van die fabriek groeide Turba uit tot een voor Estische begrippen grote nederzetting, die in 1938 de naam Turba kreeg.
In 1977 werd een deel van het buurdorp Suurekivi bij Turba gevoegd.
De elektriciteitscentrale bleef in bedrijf tot in 1966. De naam was Ellamaa elektrijaam, naar Ellamaa, een van de buurdorpen. Daarna werd het gebouw jaren verwaarloosd, tot in 2007 besloten werd het museum voor raceauto's en raceboten in het gebouw onder te brengen. Pas in 2017 was het gebouw voldoende opgeknapt zodat het Eesti Mootorispordi Muuseum open kon.

## Spoorlijn
De halte aan de spoorlijn Keila - Haapsalu groeide na de opening van de elektriciteitscentrale uit tot een belangrijk station. In de jaren 1965-1981 werd het eerste stuk van de spoorlijn, het traject tussen Keila en Riisipere, in etappes geëlektrificeerd. In 1995 besloot Eesti Raudtee, Estlands spoorwegmaatschappij, het niet-geëlelektrificeerde deel te sluiten. In 2019 kwam het tracé Riisipere–Turba opnieuw in gebruik, geëlektrificeerd en al. Sindsdien is Turba het eindpunt van de spoorlijn. Het ligt in de bedoeling de lijn ook weer door te trekken naar Haapsalu, en zelfs naar de veerhaven Rohuküla, maar de streefdatum wordt regelmatig naar achteren geschoven.

## Foto's

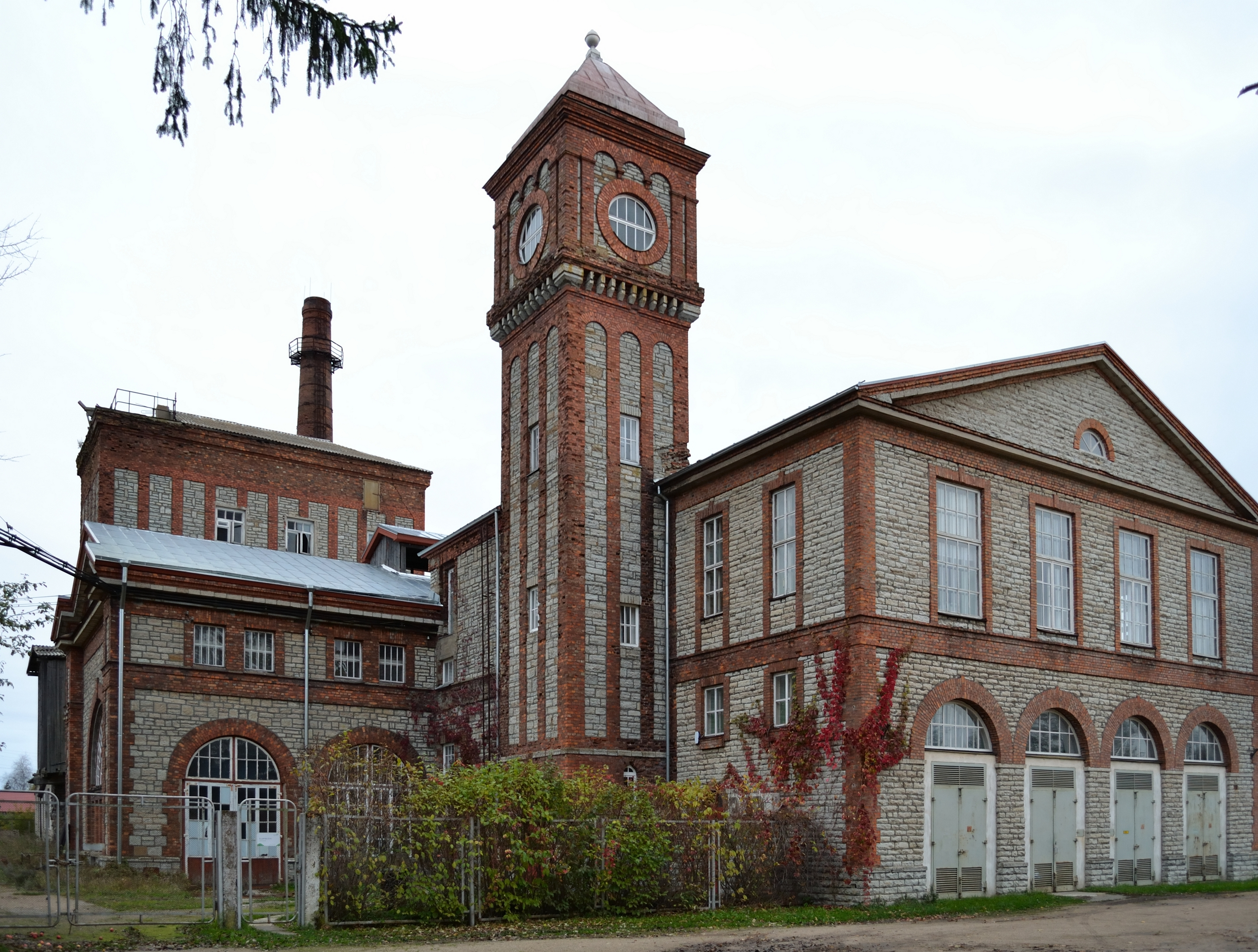
De voormalige elektriciteitscentrale, nu museum
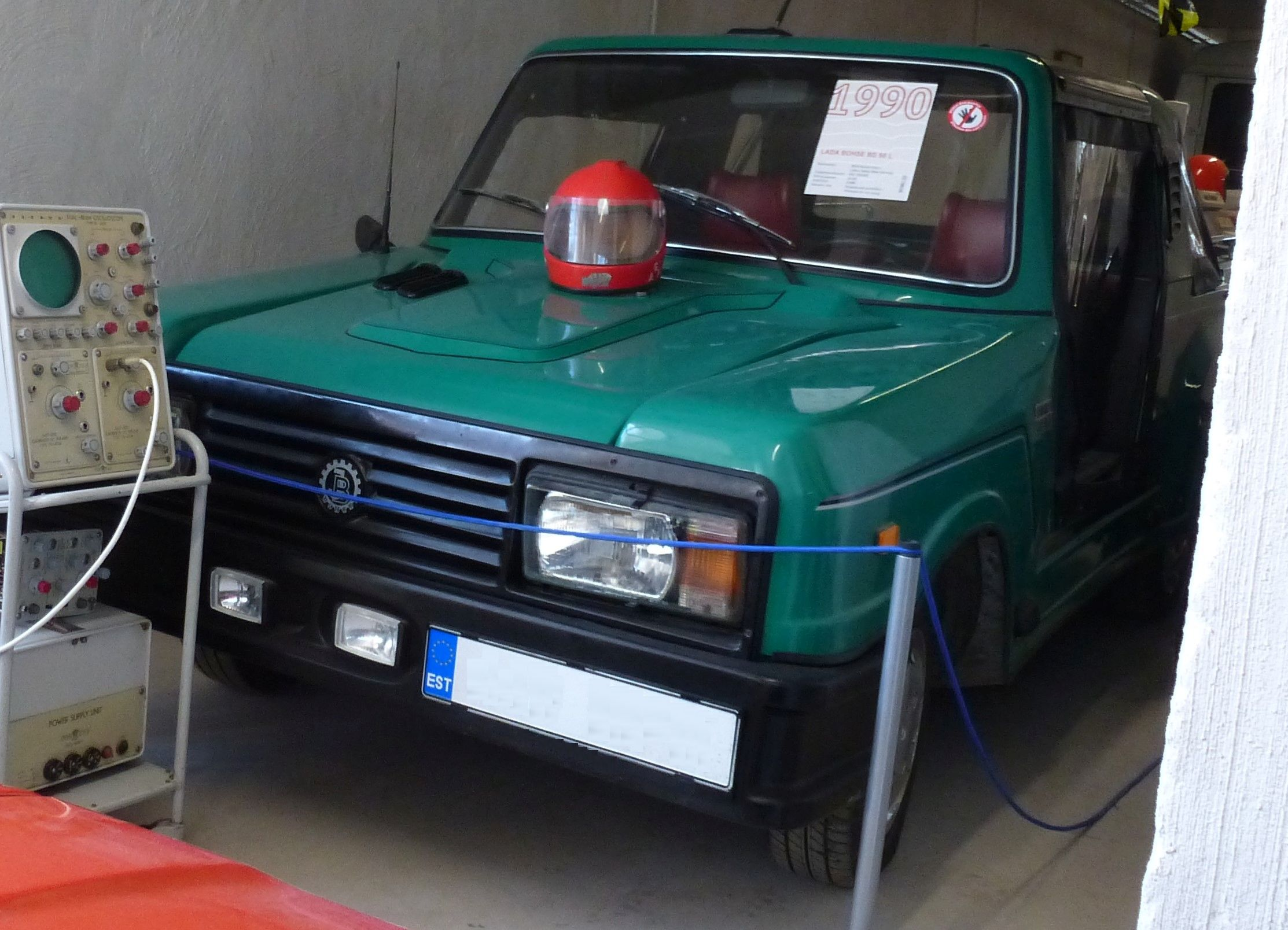
Een Lada Bohse in het museum
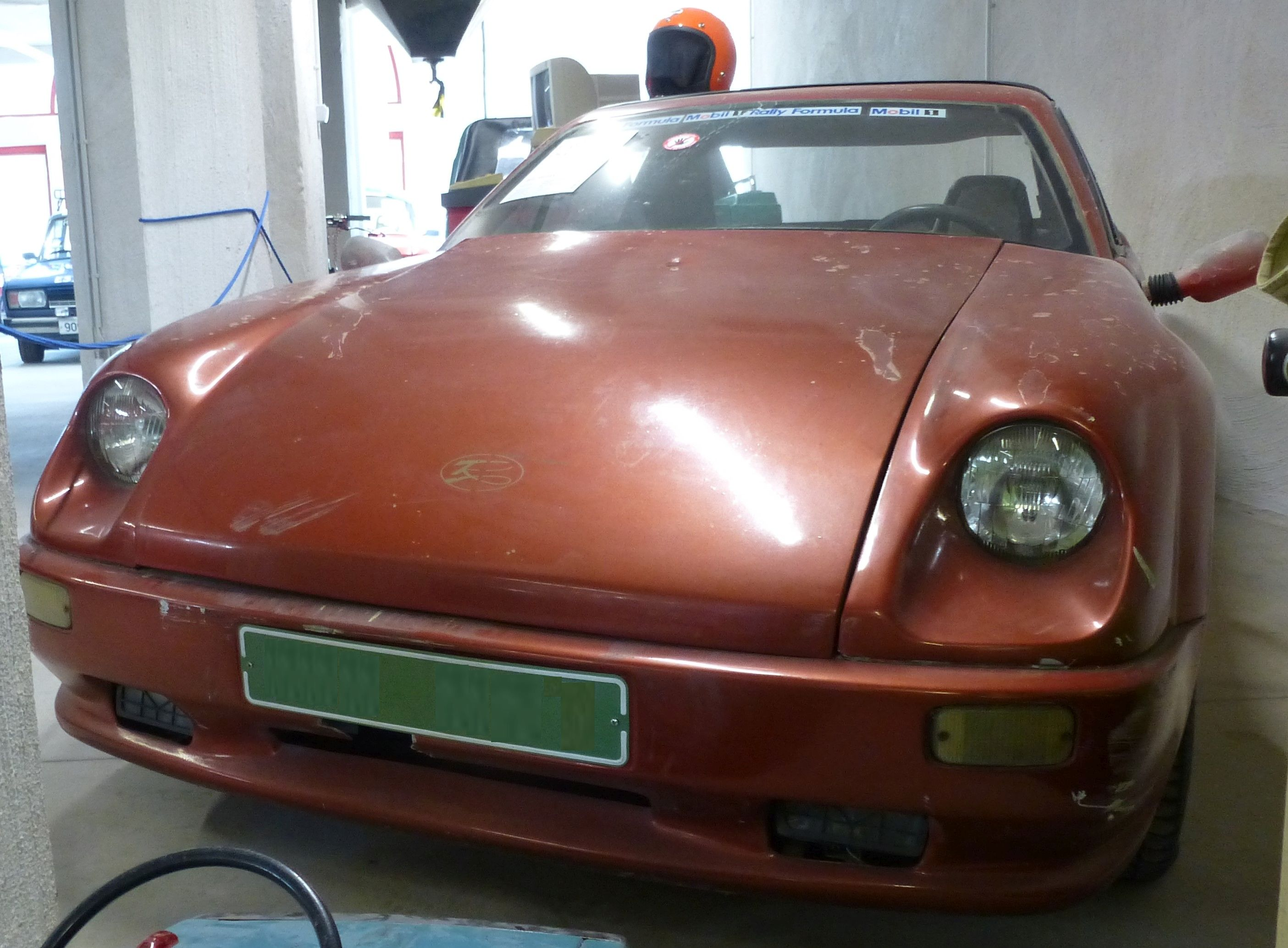
Een Rex Vilgas in het museum
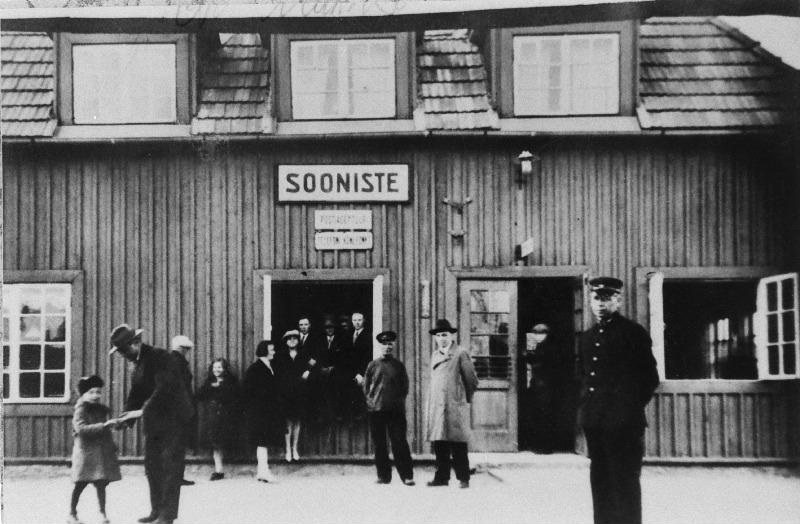
Het station in 1932, toen het nog Sooniste heette
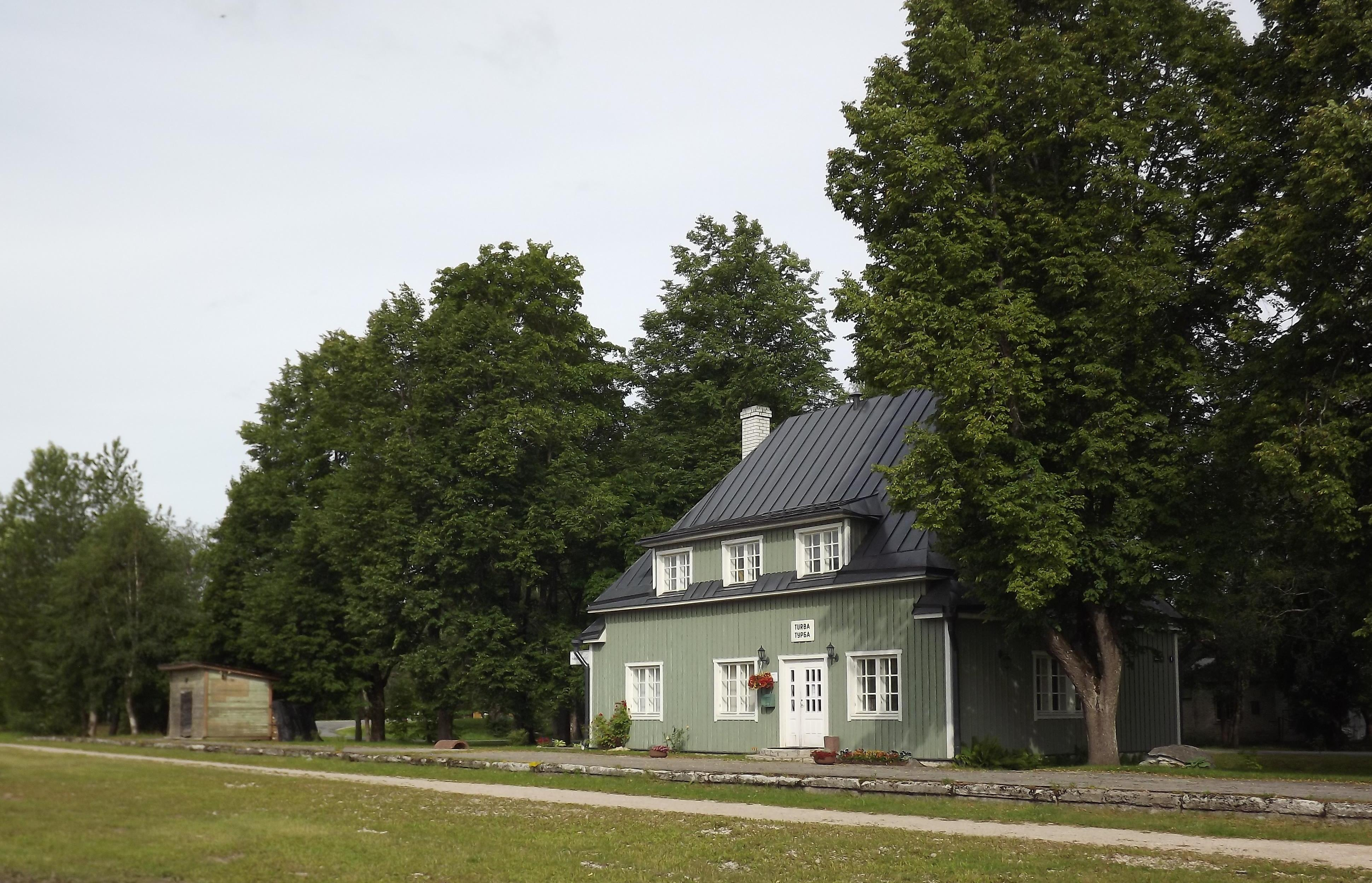
Het voormalige station in 2014
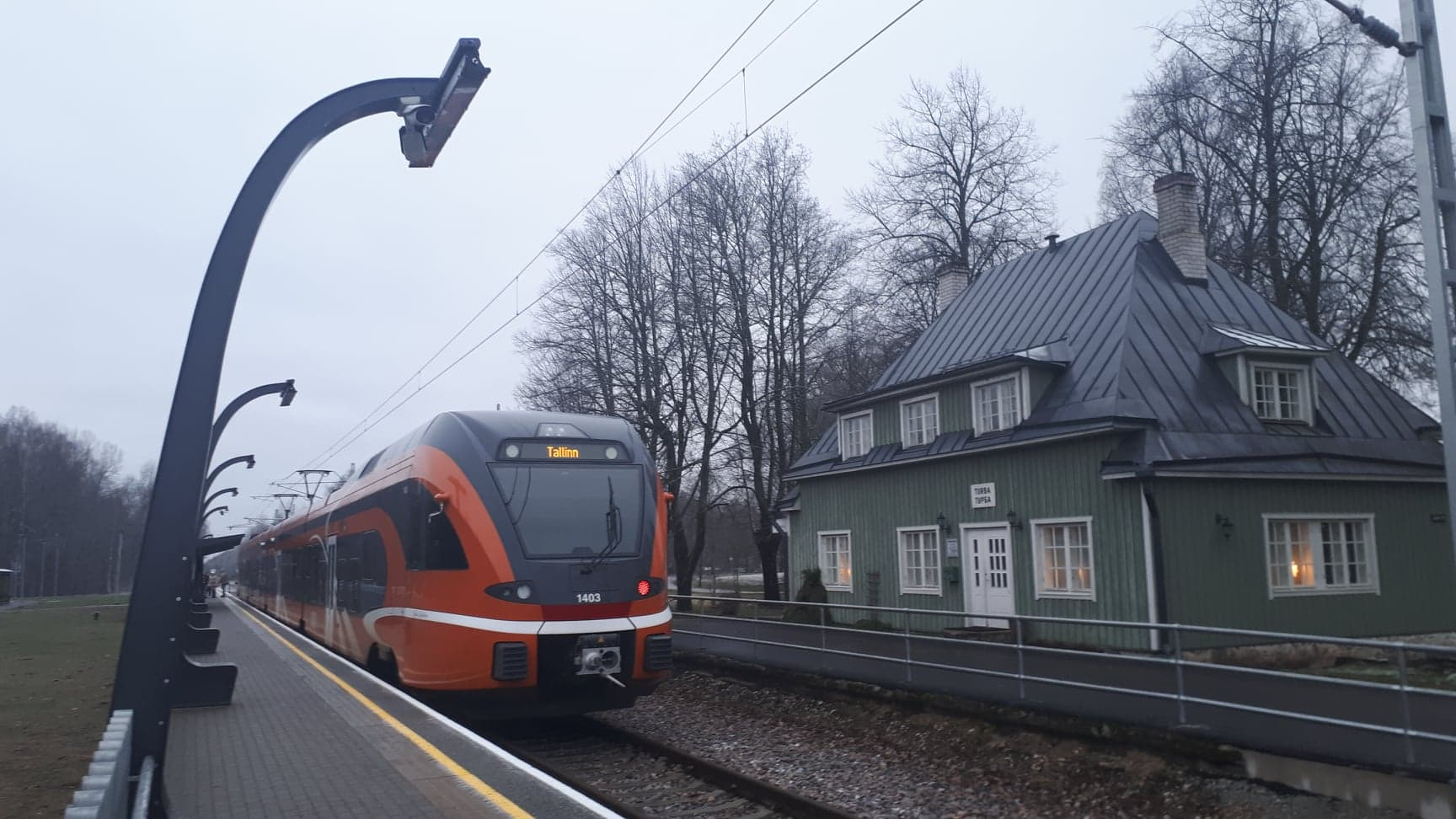
Het station in 2019, na hervatting van de treindienst